# José Vizcarra
José Nicolás Vizcarra (Rosario, Santa Fe, Argentina, 8 de agosto de 1984) es un futbolista argentino. Jugó de delantero en Central Córdoba de Rosario de la Primera C. En donde se retiró en el 2020 y asumió como técnico.

## Biografía
José Vizcarra debutó en la primera división de Rosario Central el 28 de mayo de 2005. Como el director técnico Ángel Tulio Zof no lo tenía en cuenta, emigró al fútbol mexicano, donde militó en equipos de la tercera y segunda división de ese país.
En 2007 regresó a su club de origen y convirtió su primer gol en primera contra Gimnasia La Plata en el Torneo Apertura 2007. Terminó siendo el goleador de Rosario Central en la temporada 2007/2008 con 15 goles. Durante la temporada 2008/2009, fue relegado por los técnicos Reinaldo Merlo y Miguel Ángel Russo, entrando como suplente en 18 de los 30 partidos que jugó.
Para la temporada 2009/2010 pasó a Gimnasia La Plata, que compró la mitad de su pase por USD 500.000. En Gimnasia volvió a ser dirigido por el técnico con el que convirtió la mayoría de sus goles en la Primera División de Argentina, Leonardo Madelón.
Vizcarra fichó por el Deportivo Táchira para disputar la Primera División Venezolana 2012/13, Copa Venezuela 2012 y la Copa Sudamericana 2012. En enero de 2013, Vizcarra emigró a Chile para jugar en el Rangers de la Primera División.
Sin embargo, el 17 de julio de 2013, menos de 6 meses después, regresó a su país para sumarse al recién descendido San Martín de San Juan para jugar la Primera B Nacional 2013/14. Luego pasó por Boca Unidos, con el que logró el primer ascenso a la Primera B Nacional de la historia del club. Entre 2015 y 2017 pasó por Ferro Carril Oeste de la Primera B Nacional, para luego pasar al Club Atlético Platense de la Primera B.
Al final de la temporada 2017/18, Platense ocupaba la primera posición junto con Estudiantes (BA), por lo cual debieron jugar un desempate a partido único en el Estadio Ciudad de Lanús. Tras 90 minutos sin goles, a los 8 minutos del tiempo extra Vizcarra marcó de cabeza el gol de la victoria, dándole así a Platense el campeonato y el ascenso a la Primera B Nacional tras ocho años en la tercera categoría del fútbol argentino.

## Clubes
| Club                        | País        | Año         |
| --------------------------- | ----------- | ----------- |
| Rosario Central             | Argentina   | 2004 - 2006 |
| América                     | México      | 2006        |
| Zacatepec                   | México      | 2007        |
| Liga de Quito               | Ecuador     | 2007        |
| Rosario Central             | Argentina   | 2008 - 2009 |
| Gimnasia y Esgrima La Plata | Argentina   | 2009 - 2012 |
| Deportivo Táchira           | Venezuela   | 2012        |
| Rangers                     | Chile       | 2013        |
| San Martín de San Juan      | Argentina   | 2013        |
| Boca Unidos                 | Argentina   | 2014 - 2015 |
| Ferro                       | Argentina   | 2015 - 2017 |
| Platense                    | Argentina   | 2017 - 2018 |
| Boca Unidos                 | Argentina   | 2019        |
| Águila                      | El Salvador | 2020        |
| Central Córdoba de Rosario  | Argentina   | 2020        |

## Estadísticas
Actualizado al 09 de diciembre de 2016

| Rosario Central Argentina |                     |                     |     |    |    |   |   |   |   |   |    |     |    |    |
| 1.ª | 2004-05             | 1                   | 0   | 0  | —  | — | — | — | — | — | 1  | 0   | 0  |    |
| 1.ª | 2005-06             | 1                   | 0   | 0  | —  | — | — | — | — | — | 1  | 0   | 0  |    |
| Total | Total               | 2                   | 0   | 0  | 0  | 0 | 0 | 0 | 0 | 0 | 2  | 0   | 0  |    |
| América · México |                     |                     |     |    |    |   |   |   |   |   |    |     |    |    |
| 3.ª | 2006                | 29                  | 1   | 4  | —  | — | — | — | — | — | 29 | 1   | 4  |    |
| Total | Total               | 29                  | 1   | 4  | 0  | 0 | 0 | 0 | 0 | 0 | 29 | 1   | 4  |    |
| Zacatepec · México |                     |                     |     |    |    |   |   |   |   |   |    |     |    |    |
| 2.ª | 2007                | 17                  | 2   | 0  | —  | — | — | — | — | — | 17 | 2   | 0  |    |
| Total | Total               | 17                  | 2   | 0  | 0  | 0 | 0 | 0 | 0 | 0 | 17 | 2   | 0  |    |
| Liga de Quito · Ecuador |                     |                     |     |    |    |   |   |   |   |   |    |     |    |    |
| 1.ª | 2007                | 4                   | 0   | 0  | —  | — | — | 3 | 0 | 0 | 7  | 0   | 0  |    |
| Total | Total               | 4                   | 0   | 0  | 0  | 0 | 0 | 3 | 0 | 0 | 7  | 0   | 0  |    |
| Rosario Central Argentina |                     |                     |     |    |    |   |   |   |   |   |    |     |    |    |
| 1.ª | 2007/08             | 34                  | 15  | 5  | —  | — | — | — | — | — | 34 | 15  | 5  |    |
| 1.ª | 2008/09             | 30                  | 2   | 6  | —  | — | — | — | — | — | 30 | 2   | 6  |    |
| Total | Total               | 64                  | 17  | 11 | 0  | 0 | 0 | 0 | 0 | 0 | 64 | 17  | 11 |    |
| Gimnasia (LP) Argentina |                     |                     |     |    |    |   |   |   |   |   |    |     |    |    |
| 1.ª | 2009/10             | 22                  | 5   | 3  | —  | — | — | — | — | — | 22 | 5   | 3  |    |
| 1.ª | 2010/11             | 7                   | 2   | 1  | —  | — | — | — | — | — | 7  | 2   | 1  |    |
| 2.ª | 2011/12             | 20                  | 2   | 4  | 0  | 0 | 0 | — | — | — | 20 | 2   | 4  |    |
| Total | Total               | 49                  | 9   | 8  | 0  | 0 | 0 | 0 | 0 | 0 | 49 | 9   | 8  |    |
| Deportivo Táchira · Venezuela |                     |                     |     |    |    |   |   |   |   |   |    |     |    |    |
| 1.ª | 2012                | 13                  | 3   | 3  | —  | — | — | 1 | 0 | 0 | 14 | 3   | 3  |    |
| Total | Total               | 13                  | 3   | 3  | 0  | 0 | 0 | 1 | 0 | 0 | 14 | 3   | 3  |    |
| Rangers · Chile |                     |                     |     |    |    |   |   |   |   |   |    |     |    |    |
| 1.ª | 2013                | 8                   | 1   | 0  | —  | — | — | — | — | — | 8  | 1   | 0  |    |
| Total | Total               | 8                   | 1   | 0  | 0  | 0 | 0 | 0 | 0 | 0 | 8  | 1   | 0  |    |
| San Martín (SJ) Argentina |                     |                     |     |    |    |   |   |   |   |   |    |     |    |    |
| 2.ª | 2013-14             | 20                  | 5   | 2  | 0  | 0 | 0 | — | — | — | 20 | 5   | 2  |    |
| Total | Total               | 20                  | 5   | 2  | 0  | 0 | 0 | 0 | 0 | 0 | 20 | 5   | 2  |    |
| Boca Unidos Argentina |                     |                     |     |    |    |   |   |   |   |   |    |     |    |    |
| 2.ª | 2014-15             | 38                  | 13  | 2  | 0  | 0 | 0 | — | — | — | 38 | 13  | 2  |    |
| Total | Total               | 38                  | 13  | 2  | 0  | 0 | 0 | 0 | 0 | 0 | 38 | 13  | 2  |    |
| Ferro Argentina |                     |                     |     |    |    |   |   |   |   |   |    |     |    |    |
| 2.ª | 2015                | 18                  | 4   | 1  | 2  | 0 | 0 | — | — | — | 18 | 4   | 1  |    |
| 2.ª | 2016                | 10                  | 2   | 0  | 1  | 2 | 0 | — | — | — | 11 | 4   | 0  |    |
| 2.ª | 2016-17             | 13                  | 0   | 1  | 0  | 0 | 0 | — | — | — | 13 | 0   | 1  |    |
| Total | Total               | 41                  | 6   | 2  | 3  | 2 | 0 | 0 | 0 | 0 | 43 | 6   | 2  |    |
| Platense Argentina |                     |                     |     |    |    |   |   |   |   |   |    |     |    |    |
| 3.ª | 2016-17             | 19                  | 6   |    | -  | - | - | — | — | — | 19 | 6   |    |    |
| 3.ª | 2017-18             | 30                  | 8   |    | -  | - | - | — | — | — | 30 | 8   |    |    |
| Total | Total               | 49                  | 14  |    | -  | - | - | — | — | — | 49 | 14  |    |    |
| Total en su carrera | Total en su carrera | Total en su carrera | 333 | 67 | 31 | 3 | 2 | 0 | 4 | 0 | 0  | 340 | 69 | 31 |
| (1) La copa nacional se refiere a la Copa Argentina y Supercopa Argentina . (2) La copa internacional se refiere a la Copa Sudamericana, Recopa Sudamericana, Copa Libertadores y Copa Suruga Bank. (3) Promedio de goles recibidos por partidos no incluye goles recibidos en partidos amistosos. |                     |                     |     |    |    |   |   |   |   |   |    |     |    |    |

## Palmarés

### Campeonatos nacionales
| Título                  | Club          | Sede      | Año     |
| ----------------------- | ------------- | --------- | ------- |
| Liga de Ecuador         | Liga de Quito | Ecuador   | 2007    |
| Primera B Metropolitana | Platense      | Argentina | 2017-18 |